# Socket FS1
El Socket FS1 (formalmente FS1r2) está orientado a notebooks usando las APU AMD de nombre código  Llano, Trinity and Richland.
Los productos Llano combinan K10 con Cedar (VLIW5), aceleración de video UVD 3, y soporte multimonitor AMD Eyefinity, el cual soporta hasta 3 monitores DisplayPort.
Los productos "Trinity" y "Richland" están basados en Piledriver con Northern Islands (VLIW4), aceleración de video UVD 3 y VCE 1, y soporte multimonitor AMD Eyefinity, que soporta hasta 4 monitores DisplayPort.
Mientras que las CPU de escritorio están disponibles en paquetes de 722 pines (Socket AM1), no es del todo claro si esas CPUs serían compatibles con el Socket FS1 o viceversa.[cita requerida]